# أندري بويكو
أندري بويكو (بالأوكرانية: Андрій Борисович Бойко)‏ هو لاعب كرة قدم أوكراني في مركز الدفاع، ولد في 27 أبريل 1981 في بيلا تسيركفا في أوكرانيا. لعب مع ميتالوره زابورجيا ونادي إيليتشيفيتس ماريوبول ونادي تافريا سيمفروبول ونادي فورسكلا بولتافا.

## وصلات خارجية
- أندري بويكو على موقع اتحاد أوكرانيا (الإنجليزية)
- أندري بويكو على موقع قاعدة بيانات كرة القدم.إي يو (الإنجليزية)
- أندري بويكو على موقع Soccerway.com (الإنجليزية)